# Godofredo de Durnay
Godofredo de Durnay (em francês: Geoffroi de Dournay) foi o barão de Calávrita no Principado da Acaia. Foi filho de Otão de Durnay, o primeiro barão de Calávrita]]. Essa baronia foi perdida para o Império Bizantino na década de 1260 ou começo da década de 1270. Ele recebeu a Baronia de Gritzena em compensação, onde foi sucedido por seu filho João de Durnay.